# Alice Munro
Alice Ann Munro, nata Alice Ann Laidlaw (Wingham, 10 luglio 1931 – Port Hope, 13 maggio 2024) è stata una scrittrice canadese, vincitrice del premio Nobel per la letteratura nel 2013.
Alice Munro ambientò la maggior parte dei racconti nella sua regione natale, il Southwestern Ontario, indagando le relazioni umane attraverso la lente della vita quotidiana, con uno stile solo ingannevolmente semplice. La sua scrittura fu definita rivoluzionaria, capace di ristrutturare completamente l'architettura del racconto breve, in particolare per il suo trattamento del tempo del racconto, con la narrazione passante continuamente dal passato al futuro.
L'opera di Munro fu insignita di numerosi riconoscimenti letterari, incluso il Premio Nobel per la letteratura nel 2013 per il suo ruolo di "maestra del racconto breve contemporaneo", e il Man Booker International Prize nel 2009 quale premio alla carriera. Vinse per tre volte l'importante premio canadese Governor's General Award, del Marian Engel Award conferitole dalla Writers' Trust of Canada nel 1996, e il Rogers Writers' Trust Fiction Prize nel 2004, per la raccolta di racconti In Fuga.

## Biografia
Nacque a Wingham, Ontario, in una famiglia di allevatori e agricoltori. Nel 1949, grazie a una borsa di studio biennale, intraprese gli studi di inglese presso la University of Western Ontario, e iniziò a pubblicare i suoi primi racconti nella rivista letteraria studentesca. firmando ancora con il proprio cognome di nascita. Durante questo periodo lavorò come cameriera, raccoglitrice di tabacco e impiegata di biblioteca. Nel 1951 abbandonò l'Università e si trasferì a Victoria, Columbia Britannica insieme al marito, James Munro, con il quale ebbe quattro figlie (di cui una morta piccolissima); nel 1963 la coppia aprì una libreria, la Munro's Books. Separatasi dal primo marito, Munro ottenne il posto di "Writer-in-residence" presso la University of Western Ontario e tornò così a vivere nell'Ontario, dove nel 1976 si risposò con Gerald Fremlin continuando però a pubblicare col cognome Munro del primo marito.
La prima raccolta di racconti di Alice Munro, La danza delle ombre felici (Dance of the Happy Shades; trad. it. 1994) uscì nel 1968 e ottenne subito un gran favore di critica, che in quello stesso anno le valse il Governor General's Award, al tempo il più alto premio letterario canadese. A questo successo seguì quello di Lives of Girls and Women (1971), una raccolta di storie interconnesse tra loro, che fu pubblicata come romanzo. Nel 1978, con la raccolta di novelle Chi ti credi di essere? (Who Do You Think You Are?), Munro vinse il Governor General's Literary Award per la seconda volta. Nel 1980 ottenne il posto di "Writer-in-Residence" sia all'Università della Columbia Britannica che all'Università del Queensland. A partire dal suo esordio nel 1968, Alice Munro pubblicò altre quindici raccolte di racconti, di cui molti spesso pubblicati su riviste quali The New Yorker, The Atlantic Monthly, Grand Street, Mademoiselle e The Paris Review. Il racconto The Bear Came Over the Mountain (tratto dalla raccolta Nemico, amico, amante...) fu inoltre adattato per il grande schermo dalla regista Sarah Polley, che ne trasse un film dal titolo Away from Her - Lontano da lei, interpretato da Julie Christie e Gordon Pinsent. Il film fu presentato nel 2006 al Toronto International Film Festival. Nel 2013 Alice Munro fu insignita del premio Nobel per la letteratura come "maestra del racconto breve contemporaneo", e annunciò il suo ritiro dall'attività letteraria.
Malata da oltre dieci anni di demenza senile, Alice Munro morì a Port Hope, in Ontario, il 13 maggio 2024 all'età di 92 anni. Dopo la sua morte sua figlia Andrea Skinner rivelò di essere stata molestata sessualmente all'età di nove anni dal secondo marito di Munro, ma che la madre, pur sapendolo, scelse comunque di rimanere con il marito.

## Opere

### Collezioni originali dei racconti
- La danza delle ombre felici (Dance of the Happy Shades, 1968), Milano, La Tartaruga, 1994, ISBN 88-7738-167-1; col titolo Danza delle ombre felici, trad. Susanna Basso, Torino, Einaudi, 2013
- La vita delle ragazze e delle donne (Lives of Girls and Women, 1971), trad. Susanna Basso, Torino, Einaudi, 2018, ISBN 978-88-0617-599-3.
- Una cosa che volevo dirti da un po' (Something I've Been Meaning to Tell You, 1974), trad. Susanna Basso, Torino, Einaudi, 2016.
- Chi ti credi di essere? (Who Do You Think You Are?; pubblicato anche col titolo The Beggar Maid, 1978), Roma, Edizioni e/o, 1995, ISBN 88-7641-259-X; Torino, Einaudi, 2012, ISBN 978-88-06-18353-0.
- Le lune di Giove (The Moons of Jupiter, 1982), Torino, Einaudi, 2008, ISBN 978-88-06-18352-3.
- Il percorso dell'amore (The Progress of Love, 1986), Milano, Serra e Riva, 1989, ISBN 88-7798-016-8; Torino, Einaudi, 2005, ISBN 88-06-17597-1.
- Stringimi forte, non lasciarmi andare (Friend of My Youth, 1990), Milano, La Tartaruga, 1998, ISBN 88-7738-281-3; Amica della mia giovinezza, trad. Susanna Basso, Torino, Einaudi, 2015, ISBN 978-88-061-7596-2.
- Segreti svelati (Open Secrets, 1994), Milano, La Tartaruga, 2000, ISBN 88-7738-316-X; Torino, Einaudi, 2008, ISBN 978-88-06-22091-4.
- Il sogno di mia madre (The Love of a Good Woman, 1998), Torino, Einaudi, 2001, ISBN 88-06-15342-0.
- Nemico, amico, amante... (Hateship, Friendship, Courtship, Loveship, Marriage, 2001; anche col titolo Away from Her), Torino, Einaudi, 2003, ISBN 88-06-16591-7.
- In fuga (Runaway, 2004), Torino, Einaudi, 2004, ISBN 88-06-17183-6.
- La vista da Castle Rock (The View from Castle Rock, 2006), Torino, Einaudi, 2007, ISBN 978-88-06-17595-5.
- Troppa felicità (Too Much Happiness, 2009), trad. Susanna Basso, Torino, Einaudi, 2011. ISBN 978-88-06-20078-7.
- Uscirne vivi (Dear Life, 2012), trad. Susanna Basso, Torino, Einaudi, 2014, ISBN 978-88-06-21492-0.

### Raccolte antologiche dei racconti
- Selected Stories (1996, anche coi titoli: Selected Stories 1968–1994; A Wilderness Station: Selected Stories, 1968–1994)
- No Love Lost (2003)
- Vintage Munro (2004)
- Lasciarsi andare (Carried Away: A Selection of Stories, 2006), introduzione di Margaret Atwood, trad. Susanna Basso, Torino, Einaudi, 2014, ISBN 978-88-062-0125-8. [pubblicati tra il 1977 e il 2004]
- My Best Stories (2009)
- New Selected Stories (2011; poi Lying Under the Apple Tree. New Selected Stories, Vintage, London, 2014) [15 racconti]
- Racconti, a cura e con un saggio introduttivo di Marisa Caramella, Collana I Meridiani, Milano, Mondadori, 2013, ISBN 978-88-04-61401-2.
- Mobili di famiglia, 1995-2014 (Family Furnishings: Selected Stories 1995–2014, 2014), trad. Susanna Basso, Torino, Einaudi, 2016, ISBN 978-88-062-3033-3. [24 racconti].